# خلیل طهماسبی

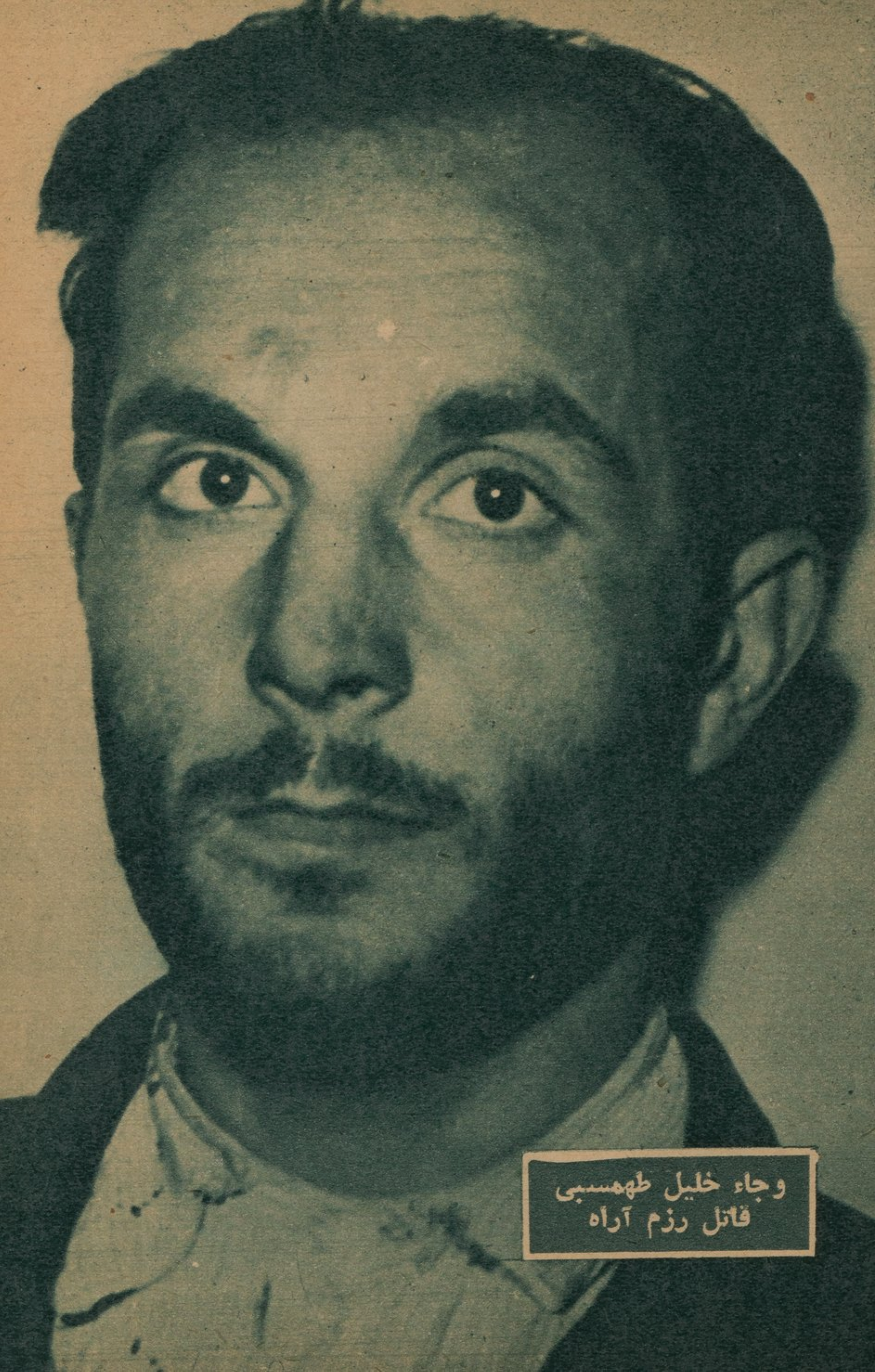
نگاره‌ٔ خلیل طهماسبی، عضو گروه فدائیان اسلام

خلیل الله طهماسبی‌یان (۲۵ بهمن ۱۳۰۲ – ۲۷ دی ۱۳۳۴) نجار و عضو گروه فدائیان اسلام بود. او در تاریخ ۱۶ اسفند ۱۳۲۹ در حیاط مسجد شاه تهران، سپهبد حاج‌علی رزم‌آرا نخست‌وزیر وقت ایران و مخالف ملی شدن صنعت نفت را ترور کرد. وی بعد از حملهٔ ناموفق به حسین علاء، در ۶ آذر ۱۳۳۴ دستگیر و در ۲۷ دی ۱۳۳۴ به همراه سید مجتبی نواب صفوی، مظفر ذوالقدری و محمد واحدی اصل اعدام شد.

## زندگی
خلیل طهماسبی در ۲۵ بهمن ۱۳۰۲ در روستای واصفجان به دنیا آمد. پس از کارگری در مشاغل مختلف در حرفه نجاری مشغول شد و اطرافیانش استاد خلیل صدایش می‌کردند. او در مجالس سید ابوالقاسم کاشانی با نواب صفوی آشنا شد و در ۱۳۲۶ به عضویت فدائیان اسلام درآمد.

## ترور رزم‌آرا و آزادی
در پی مخالفت‌های سید ابوالقاسم کاشانی و نواب صفوی با رزم‌آرا، طهماسبی در ۱۶ اسفند ۱۳۲۹ رزم‌آرا را در مجلس ترحیم حاج میرزا محمد فیض قمی در مسجد شاه با شلیک سه گلوله ترور کرد. مجلس شورای ملی در دوره هفدهم در تاریخ ۱۱ مرداد ۱۳۳۱ به درخواست شمس قنات‌آبادی (از یاران کاشانی) در ماده واحده‌ای وی را قهرمان ملی نامید و چنین تصویب کرد:
چون خیانت حاج‌علی رزم‌آرا بر ملت ایران ثابت گردیده هرگاه قاتل او استاد خلیل طهماسبی باشد به موجب این قانون مورد عفو قرار می‌گیرد و آزاد می‌شود.
به این ترتیب طهماسبی در ۲۴ آبان ۱۳۳۱ از زندان آزاد شد.

درباره خلیل طهماسبی و ترور رزم آرا در خاطرات شعبان جعفری می خوانیم: 

بعد اینا رفتن این خلیل طهماسبی رو آوردنش، اینم یه شاگرد نجار متعصب بود. آوردن بهش گفتن که:«‌ تو اگه رزم آرا رو بزنی امشب مثلا پیغمبر تو بهشت منتظرته، علی بن ابی طالب میاد بالای سرت.» یه کفن تنش کردن یه خُرده آب تُربت ریختن تو
حلقش و یه هف تیرم دادن دستش و گفتن:«‌ برو بزن!» بله اینجوری شد تو اون بازار. باور کن! آخه این دژبانام بی بخار بودن. وقتی تو مسجد شاه میره رزم آرا رو با تیر میزنه، هف هش ده تا از این دژبانا با مسلسل اونجا بودن، هیچکدومشون دست بلند نمیکنن. یا اینا مأموریت داشتن یا بهشون اطلاع داده بودن هیچکدومشون هیچ کاری نکنن. وقتی که اینو با تیر میزنه، کاردشو در میاره چون خیال میکنه نمرده. می خواسته دو تا کاردم بهش بزنه. بعد میاد از همونجا پیاده یواش یواش میره تو بازار بزرگ، تو بازار زرگرا وامیسه رو چارپایه سخنرانی میکنه، تازه اونجا میگیرنش.»‌

## دستگیری و اعدام
بعد از سوءقصد ناموفق به حسین علاء، طهماسبی به همراه اعضای اصلی فدائیان اسلام در ۶ آذر ۱۳۳۴ دستگیر و در سحرگاه ۲۷ دی ۱۳۳۴ به همراه سید مجتبی نواب صفوی، مظفرعلی ذوالقدر و سید محمد واحدی اعدام شد. پیکر وی در گورستان مسگر آباد به خاک سپرده شد.